# 나이리 바그라미안
네어리 바그라미안(نائیری باغرامیان)은 1971년 이란의 이스파한에서 태어난 시각 예술가이며, 1994년부터는 독일 베를린에서 거주하며 작가 생활을 하고 있다.
솔로몬 R. 구겐하임 미술관이 바그라미안을 2020년 휴고 보스상의 최종 후보로 선정했을 때, 그들은 바그라미안의 조각을 "신체, 성별, 공적 공간과 사적 공간의 작용을 탐구한다."고 설명했다.

## 생애
나이리 바그라미안은 이란의 이스파한에서 1971년에 태어났다. 그는 1985년에 독일로 이사갔으며, 베를린 예술대학교(Berlin University of the Arts, Universität der Künste Berlin)에서 수학했다.
바그라미안은 마드리드의 Palacio de Cristal – Museo Nacional Centro de Arte Reina Sofía (2018), 미니애폴리스의 Walker Art Center (2017-2018), 코펜하겐의 SMK (2017-2018) 에서 개인전을 가졌다. 그는 또한 Festival d'Automne, Paris (2018), 제14회 Lyon Biennial (2017), Documenta 14 in Kassel (2017), Skulptur Projekte Münster (2007 및 2017), 제5회 및 제8회 베를린 비엔날레 (2008 및 2014), 글래스고 국제 비엔날레 (2012) 및 제54회 베니스 비엔날레(2011) 등의 여러 주요 행사 및 비엔날레에 참여하였다.

## 작품
바그라미안은 대리석과 강철과 같은 전통적인 재료에서 덧없는 인간의 포즈를 포착한다. 어렸을 때 들었던 무용 수업에서 영감을 받은 바그라미안은 교사가 인간의 움직임을 개별 요소로 분해해야 할 필요성에 대해 이야기했던 것을 회상한다. 그는 추상적인 형태의 신체 또는 신체 부위를 묘사하며 신체와 환경 사이의 파손 또는 "보철" 관계를 고려해 작품을 만든다. 구겐하임 영상에서 바그라미안은 그가 "무엇인가를 보고 그것에 대해 연민을 느끼는" 아이디어 위에 건설한다고 설명한다. 또한 그의 작업은 작업 자체와 그것이 존재하는 공간 사이의 상호 작용을 만든다.
베를린 비엔날레를 위하여 그는 98세의 디자이너인 자넷 라베리에레(Janette Laverrière)와 협업하여 한 세트의 가구를 디자인했다.
2014년에는 10,000 유로의 상금을 수여하는 아르놀드 보데 상의 수상자로 선정되었다.
2017년에는 시립 현대 미술관 (Stedelijk Museum voor Actuele Kunst)에서 바그라미안의 전시회 "Déformation Professionnelle"가 열렸다. 이 전시는 바그라미안의 1999년부터 2016년까지의 18점의 작품을 집대성한 것이다. 여기서 전시된 작품들은 작가의 작업을 전시하면서 그의 분야에 있는 다른 기존 작업을 암시한다. 그는 현장 반응 연습에서 조각 요소와 사진을 사용하여 인체의 제스처와 기능 사이의 관계에 대한 전통적인 관점에 의문을 제기한다..
2021년에는 바그라미안이 댈러스의 내셔 조각 센터 (Nasher Sculpture Center)에서 시상하는 2022 내셔 상(Nasher Prize)의 수상자로 결정되었다고 발표되었다.

## 전시
- 2019: SOFT POWER, 샌프란시스코 현대미술관, 미국 캘리포니아주 샌프란시스코;[14]
- 2017: documenta 14, 그리스 아테네와 독일 카셀;[15]
- 2017: Déformation Professionelle, 잘츠부르크 현대미술관 (Museum der Moderne Salzburg), 오스트리아 잘츠부르크;
- 2016: S.M.A.K 현대미술관 (Stedelijk Museum voor Actuele Kunst), 벨기에 헨트;
- 2015: Nairy Baghramian: Hand Me Down, 타마요 현대미술관 ([Museo Tamayo de Arte Contemporáneo), 멕시코 멕시코 시티;
- 2014: Sonae/Serralves Project 2014: Nairy Baghramian, 세랄베스 미술관 (Serralves Museum), 포르투갈 포르투;
- 2014: Nairy Baghramian: French Curve/Slip of the Tongue, Bluhm Family Terrace, 시카고 미술관, 미국 일리노이주 시카고;
- 2014: Nairy Baghramian: Off the Rack, 뉴베를린 미술협회 (Neuer Berliner Kunstverein), 독일 베를린;
- 2013: Retainer, 조각센터 (Sculpture Center), 미국 뉴욕주 롱아일랜드;
- 2013: Nairy Baghramian: Fluffing the Pillows (Moorings, gurneys, Silos, Mops, News Rack, Railing), MIT 리스트 시각예술 센터 (MIT List Visual Arts Center), 미국 매사추세츠주 캠브리지;
- 2012: Nairy Baghramian: Class Reunion, 현대미술관협회 (The Contemporary Art Galleries Association), 캐나다 밴쿠버;
- 2012: Fluffing the Pillows, 쿤스트할레 만하임 ([Kunsthalle Mannheim), 독일 만하임

## 수상
- 2022 - 내셔 상 (Nasher Prize), 텍사스주 댈러스;[13]
- 2020 - 휴고 보스 상 (Hugo Boss Prize)[16]
- 2016 – 취리히 예술 상 (Zurich Art Prize), 스위스 취리히;[17]
- 2014 – 아놀드-보데 상 (Arnold-Bode Prize), 독일 카셀;
- 2012 – 헥토르 상 (Hector Prize), 만하임 미술관 (Kunsthalle Mannheim), 독일 만하임;
- 2007 – 언스트 셰링 재단 상 (Ernst Schering Foundation Award)